# Championnats du monde de cyclisme sur piste 1985
Navigation
Barcelone 1984 Colorado Springs 1986
Les championnats du monde de cyclisme sur piste 1985 ont eu lieu au Stadio Rino Mercante de Bassano del Grappa, en Italie. Quatorze épreuves sont disputées : 12 par les hommes (5 pour les professionnels et 7 pour les amateurs) et deux par les femmes. 
Ces championnats du monde sont dominés à domicile par les pistards italiens, vainqueur de 3 titres et de 7 médailles. 

## Résultats

### Hommes

#### Podiums professionnels
| Compétition            | Or                          | Argent                    | Bronze                                                       |
| ---------------------- | --------------------------- | ------------------------- | ------------------------------------------------------------ |
| Keirin                 | Urs Freuler Suisse          | Ottavio Dazzan Italie     | Masamitsu Takizawa Japon Dieter Giebken Allemagne de l'Ouest |
| Vitesse individuelle   | Kōichi Nakano Japon         | Yoshiyuki Matsueda Japon  | Ottavio Dazzan Italie                                        |
| Poursuite individuelle | Hans-Henrik Ørsted Danemark | Anthony Doyle Royaume-Uni | Gregor Braun Allemagne de l'Ouest                            |
| Course aux points      | Urs Freuler Suisse          | Hans Ledermann Suisse     | Stefano Allocchio Italie                                     |
| Demi-fond              | Bruno Vicino Italie         | Danny Clark Australie     | Werner Betz Allemagne                                        |

#### Podiums amateurs
| Compétition            | Or                                                                          | Argent                                                                         | Bronze                                                                                |
| ---------------------- | --------------------------------------------------------------------------- | ------------------------------------------------------------------------------ | ------------------------------------------------------------------------------------- |
| Kilomètre              | Jens Glücklich Allemagne de l'Est                                           | Philippe Boyer France                                                          | Martin Vinnicombe Australie                                                           |
| Vitesse individuelle   | Lutz Hesslich Allemagne de l'Est                                            | Michael Hübner Allemagne de l'Est                                              | Ralf-Guido Kuschy Allemagne de l'Est                                                  |
| Poursuite individuelle | Viatcheslav Ekimov Union soviétique                                         | Gintautas Umaras Union soviétique                                              | Roland Günther Allemagne de l'Ouest                                                   |
| Poursuite par équipes  | Italie Roberto Amadio Massimo Brunelli Gianpaolo Grisandi Silvio Martinello | Pologne Ryszard Dawidowicz Marian Turowski Leszek Stępniewski Andrzej Sikorski | Union soviétique Viatcheslav Ekimov Alexandre Krasnov Marat Ganeïev Vassili Schpundov |
| Course aux points      | Martin Penc Tchécoslovaquie                                                 | Philippe Grivel Suisse                                                         | Dan Frost Danemark                                                                    |
| Demi-fond              | Roberto Dotti Italie                                                        | Roland Königshofer Autriche                                                    | Mario Gentili Italie                                                                  |
| Tandem                 | Tchécoslovaquie Vítězslav Vobořil Roman Rehounek                            | États-Unis Nelson Vails Leslie Barczewski                                      | Allemagne de l'Ouest Sascha Wallscheid Franck Weber                                   |

### Femmes
| Compétition            | Or                       | Argent                       | Bronze                                 |
| ---------------------- | ------------------------ | ---------------------------- | -------------------------------------- |
| Vitesse individuelle   | Isabelle Nicoloso France | Connie Paraskevin États-Unis | Natalya Krushelnytska Union soviétique |
| Poursuite individuelle | Rebecca Twigg États-Unis | Jeannie Longo France         | Margaret Maass États-Unis              |

## Tableau des médailles
| Rang | Nation               | Or | Argent | Bronze | Total |
| ---- | -------------------- | -- | ------ | ------ | ----- |
| 1    | Italie               | 3  | 1      | 3      | 7     |
| 2    | Suisse               | 2  | 2      | 0      | 4     |
| 3    | Allemagne de l'Est   | 2  | 1      | 1      | 4     |
| 4    | Tchécoslovaquie      | 2  | 0      | 0      | 2     |
| 5    | États-Unis           | 1  | 2      | 1      | 4     |
| 6    | France               | 1  | 2      | 0      | 3     |
| 7    | Union soviétique     | 1  | 1      | 2      | 4     |
| 8    | Japon                | 1  | 1      | 1      | 3     |
| 9    | Danemark             | 1  | 0      | 1      | 2     |
| 10   | Australie            | 0  | 1      | 1      | 2     |
| 11   | Pologne              | 0  | 1      | 0      | 1     |
| 11   | Autriche             | 0  | 1      | 0      | 1     |
| 11   | Royaume-Uni          | 0  | 1      | 0      | 1     |
| 14   | Allemagne de l'Ouest | 0  | 0      | 5      | 5     |
|      | TOTAL                | 14 | 14     | 15     | 43    |